# Mount Levick
Mount Levick är ett berg i Antarktis. Det ligger i Östantarktis. Nya Zeeland gör anspråk på området. Toppen på Mount Levick är 2 773 meter över havet, eller 571 meter över den omgivande terrängen. Bredden vid basen är 1,7 km.
Terrängen runt Mount Levick är kuperad åt nordost, men åt sydväst är den bergig. Trakten är obefolkad. Det finns inga samhällen i närheten. 